# Mặt trận Quốc gia Pháp
Mặt trận Quốc gia (tiếng Pháp: Front National, phát âm [fʁɔ̃ na.sjɔ.nal]; FN) là một đảng chính trị ở Pháp theo chủ nghĩa dân túy cánh hữu  và chủ nghĩa dân tộc . Chính sách lớn của nó bao gồm đối lập với việc Pháp là thành viên của Liên minh châu Âu và khu vực Schengen, ủng hộ bảo hộ kinh tế, có một cách tiếp cận không khoan nhượng với những vấn đề luật pháp và trật tự, và đối lập với việc di dân. Là một đảng chống Liên minh châu Âu, FN phản đối Liên minh châu Âu kể từ khi nó được sáng lập. Hầu hết các nhà bình luận chính trị đặt FN về phía cực hữu  nhưng các nguồn khác cho là vị trí của đảng trên quang phổ chính trị đã trở nên khó khăn hơn để xác định rõ ràng. Đảng được thành lập vào năm 1972 để thống nhất một loạt các phong trào dân tộc Pháp. Jean-Marie Le Pen là lãnh tụ đầu tiên của đảng từ lúc bắt đầu cho đến khi ông từ chức vào năm 2011. Marine Le Pen, con gái của ông, được bầu lên làm lãnh đạo hiện thời. Trong khi đảng phải vật lộn như một lực lượng ngoài lề trong mười năm đầu, kể từ năm 1984 nó trở thành lực lượng chính của chủ nghĩa dân tộc Pháp. 
Cuộc bầu cử tổng thống 2002 là lần đầu tiên ở Pháp bao gồm một ứng cử viên Mặt trận quốc gia vào được vòng nhì, sau khi Jean-Marie Le Pen đánh bại ứng cử viên đảng xã hội ở vòng đầu tiên.
Trong khi cha cô được phương tiện truyền thông chính thống đặt cho biệt danh "Con quỷ của chế độ Cộng hòa" , Marine Le Pen theo đuổi một chính sách để đảng không bị xem là cực đoan  bằng cách làm dịu đi hình ảnh của nó. Bà nỗ lực rút nó ra khỏi gốc rễ văn hóa cực hữu của nó, và bình thường hóa nó bằng cách cho nó một nền văn hóa chính quyền, trục xuất các thành viên gây tranh cãi giống như cha mình, mà bị đình chỉ, và sau đó bị trục xuất bởi đảng của ông trong năm 2015 sau khi ông nói tới, một lần một lần nữa, các phòng hơi ngạt của Đức Quốc xã là "một tiểu tiết của lịch sử chiến tranh thế giới thứ hai";. Từ bà được bầu để lãnh đạo đảng trong năm 2011 sự ưa chuộng của FN tiếp tục tăng nhanh chóng: Nó thắng một số xã trong cuộc bầu cử địa phương vào năm 2014; nó trở thành đảng Pháp đầu tiên trong cuộc bầu cử châu Âu 2014 đạt được 25% số phiếu bầu; và một lần nữa trong cuộc bầu cử cấp tỉnh 2015 tại Pháp. Họ, một lần nữa, chiếm được vị trí số 1 trong cuộc bầu cử cấp vùng 2015 với một kết quả lịch sử gần 28% số phiếu. Đến năm 2015, FN thành lập chính nó như là một trong những lực lượng chính trị lớn nhất ở Pháp, và trong tháng 12 năm 2016 nó đảng được ưu chuộng nhất trong số các công dân Pháp tuổi từ 18-34, theo như thăm dò ý kiến của Odoxa-Dentsu.
Marine Le Pen có lẽ sẽ dẫn đầu ở vòng đầu tiên của cuộc bầu cử tổng thống năm 2017, nhưng sẽ thua trong vòng thứ hai, theo các cuộc thăm dò khác nhau.